# Maladera seleuciensis
Maladera seleuciensis är en skalbaggsart som beskrevs av Rudolph Petrovitz 1969. Maladera seleuciensis ingår i släktet Maladera och familjen Melolonthidae. Inga underarter finns listade i Catalogue of Life.